# Brautpreis

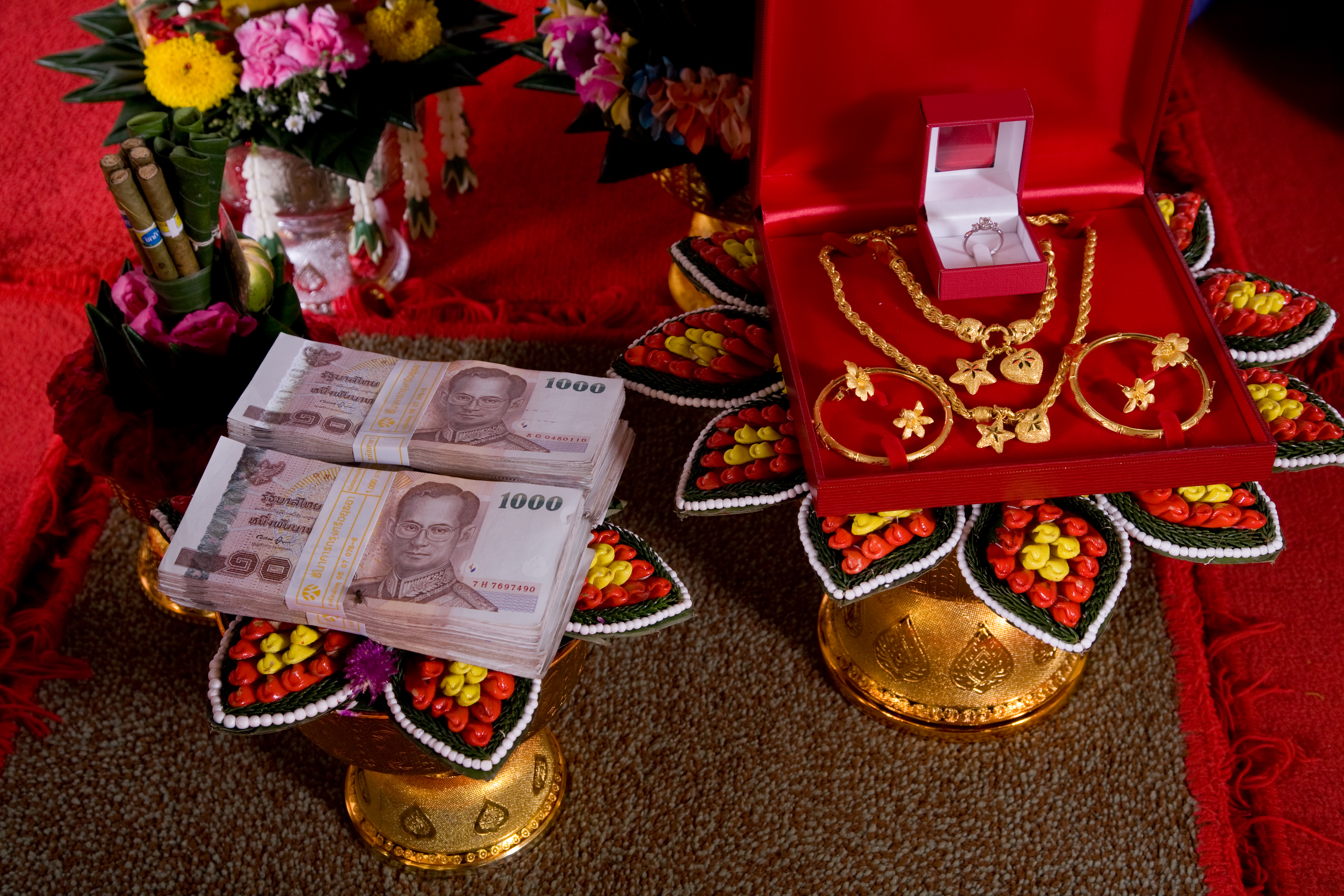
Traditionelle formelle Darbringung der Brautgabe bei einer Verlobungsfeier in Thailand (2008)

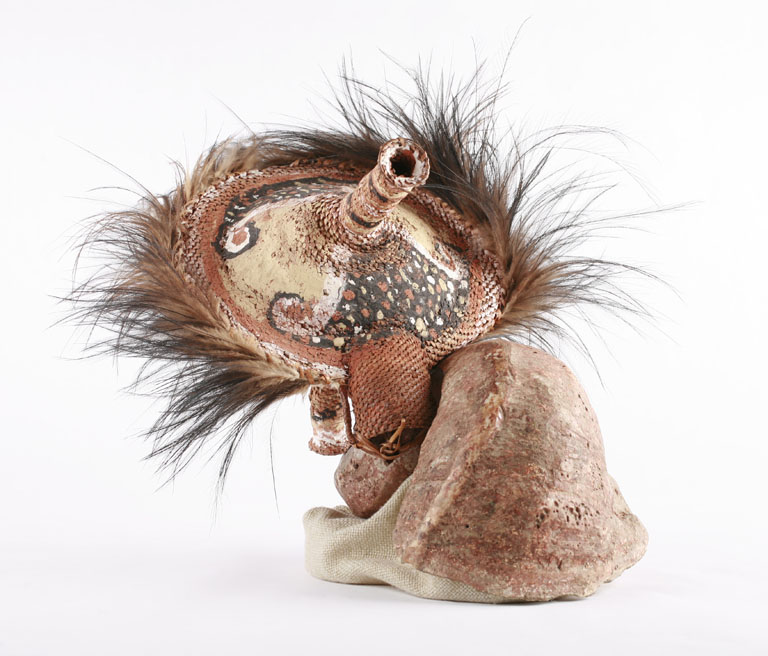
Traditioneller Brautpreis aus Muschelschalen, Federn und Flechtwerk (Papua-Neuguinea, nach 1900)

Brautpreis, Brautgeld oder Brautgabe bezeichnet einen Geldbetrag oder einen Besitz, der anlässlich einer Heirat vom Bräutigam oder seiner Familie an die Eltern der Braut übergeben wird, meist an ihren Vater. Die Bezeichnung als Brautgabe wird ethnosoziologisch bevorzugt, weil im Brautpreis die Bedeutung „eine Frau kaufen und verkaufen“ mitschwingt, das entspricht aber in vielen Kulturen nicht dem Verständnis dieses Brauchs. Im Unterschied zur Brautgabe geht eine „Morgengabe“ vom Bräutigam an die Braut, teils zu ihrer zukünftigen Absicherung. Im Gegensatz dazu wird eine „Mitgift“ von der Braut mit in die Ehe gebracht.
In Deutschland ist die Erhebung eines Brautgeldes wegen der Freiheit der Eheschließung sittenwidrig, erlaubt ist nur ein symbolischer Betrag, um einem traditionellen Brauch nachzukommen. Ein Einklagen des Brautpreises ist somit, im Gegensatz zur Morgengabe, nicht möglich. Die Institution des Brautpreises wird bereits in der 3700 Jahre alten babylonischen Gesetzessammlung „Codex Hammurapi“ erwähnt und findet sich auch im biblischen 2. Buch Mose und im jüdischen Talmud.

## Funktion und Höhe des Brautpreises
Der Brautpreis kann folgende Aufgaben haben:
- er besiegelt den Ehevertrag auf festliche Weise,
- er trägt zur Haltbarkeit der Ehe bei,
- er entschädigt die Herkunftsgruppe der Ehefrau für den Verlust der Arbeitskraft.[5]

In einigen Kulturen verstehen Ehemänner den Brautpreis als „Kauf der Frau“ und leiten daraus entsprechende Verfügungs- und Besitzrechte ab.
Der Brautpreis ist in seiner Höhe oder Zusammensetzung durch Hochzeitsbrauchtum bestimmt und üblicherweise vom sozialen Status der Vertragsparteien abhängig. Er ist im Verhältnis zum durchschnittlichen Einkommen oft sehr hoch, wodurch es zu einer Verschuldung kommen kann.
Der britische Ethnologe Jack Goody brachte 1973 Brautpreis und Mitgift in einen breiteren Zusammenhang von Besitzbeziehungen. Er fand die Brautgabe vor allem in matrilinearen und patrilinearen (unilinearen) Gesellschaften. Bei afrikanischen Völkern mit Brautgabe fand er eine sozialpolitische Gleichheit (egalitär), Statusunterschiede waren bei der Heirat unbedeutend. Brautgabe finde sich bei unilinearen Abstammungsgruppen (Lineages), die als zentrale Gruppe wirken und den Besitz kontrollieren, und sei auch mit Vielehe verbunden. Nach Goody sind die Frauen im Rahmen der Zahlung einer Brautgabe Gegenstand einer Besitzübertragung, nicht ihr Empfänger wie bei der Mitgift.
Der französische neomarxistische Wirtschaftsethnologe Claude Meillassoux nahm 1975 an, dass sich die Praxis des Brautpreises aus einem zugrundeliegenden System des koordinierten Frauentausches zwischen Abstammungsgruppen entwickelt habe, dem ein System des Brautraubs vorausgegangen sei.

## Formen des Brautpreises

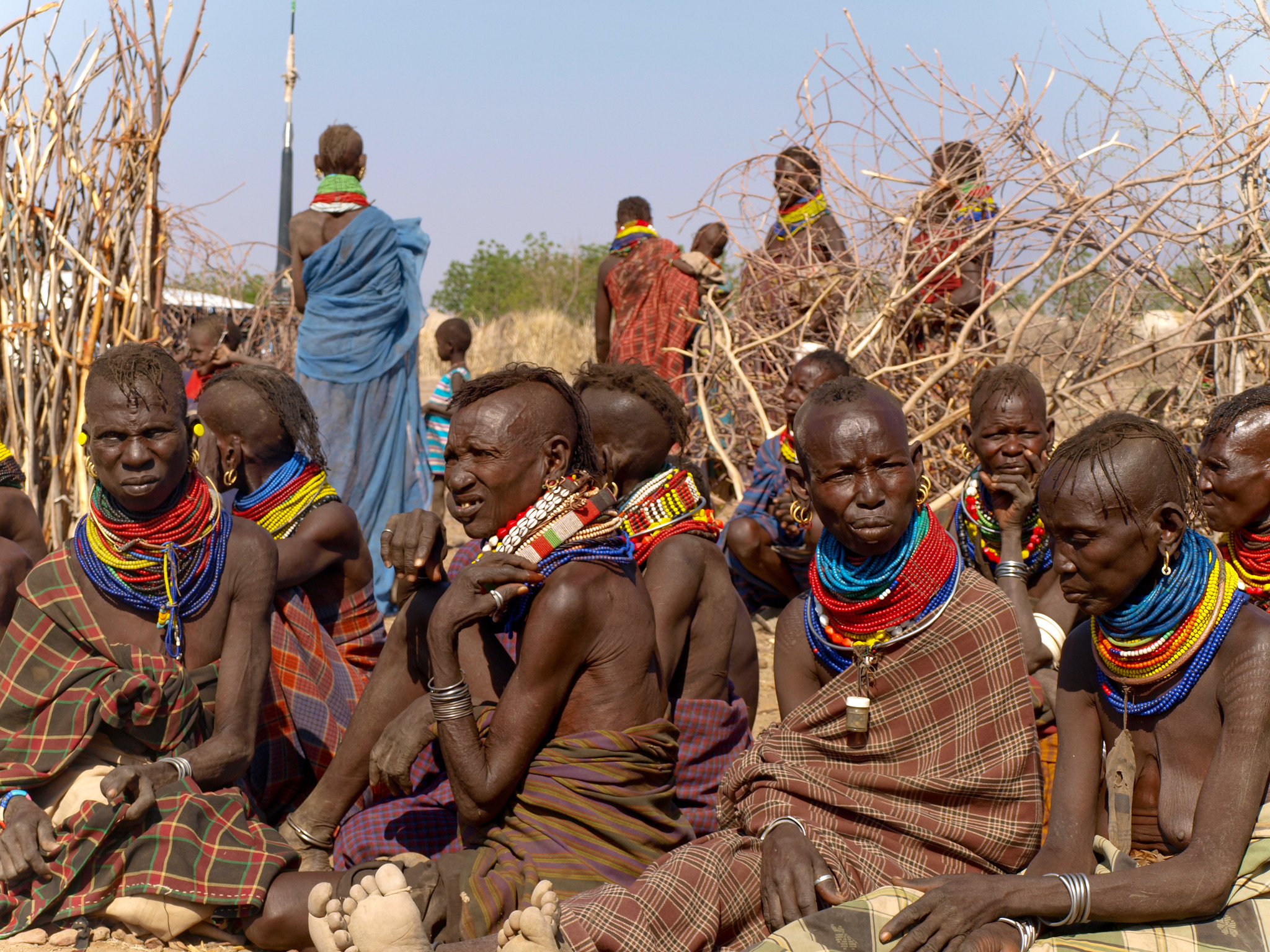
Männer der Turkana in Kenia haben wegen anhaltender Trockenheit keine Rinder als Brautpreis, Hochzeitsfeiern finden nicht mehr statt (2011)

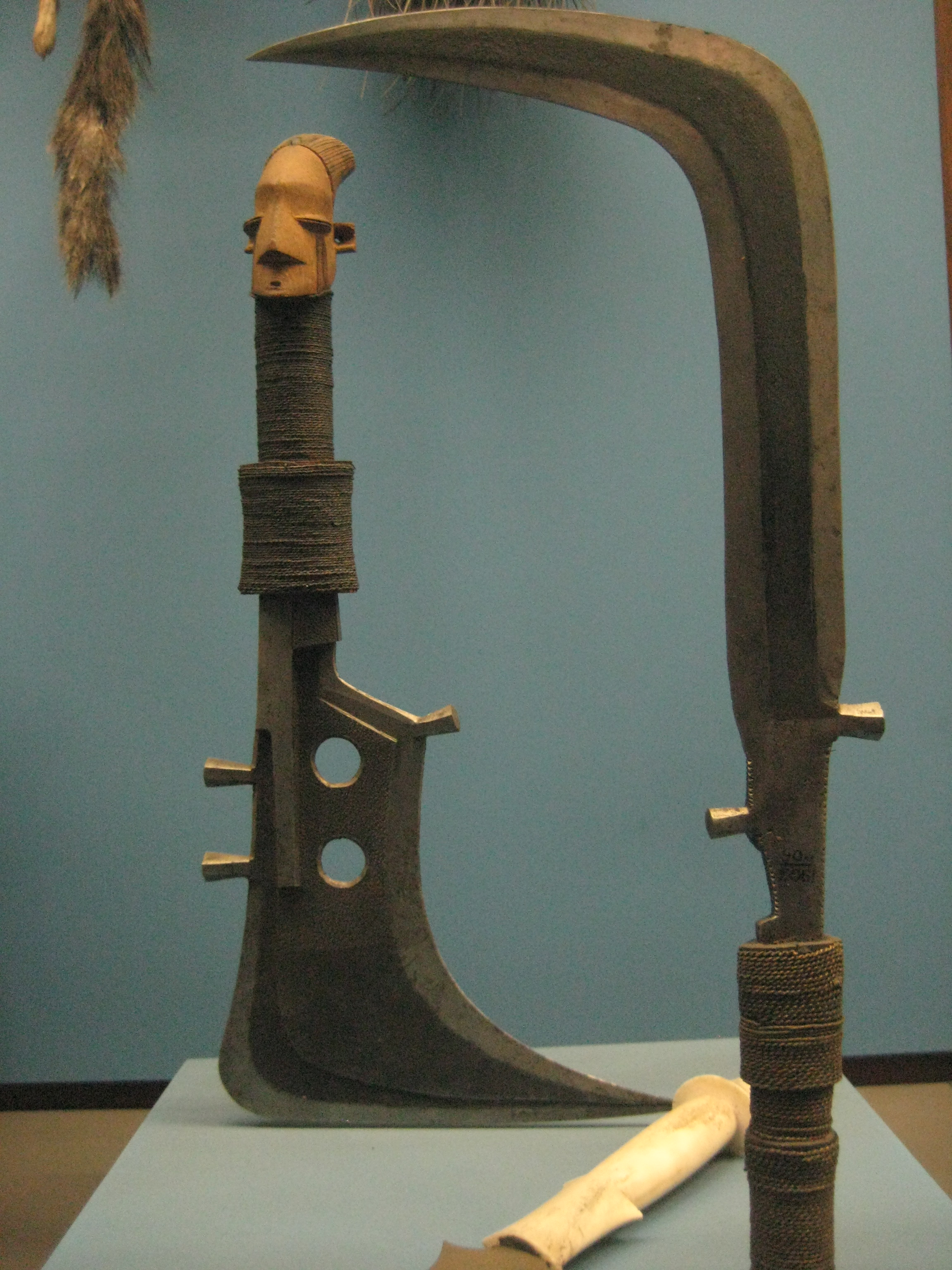
Bei den Mangbetu im Kongo können Messer als Brautpreis dienen (2009)

Bei den Usbeken in Zentralasien war früher als Alternative zu einem Brautpreis ein Frauentausch möglich (Qarch Quda).
In einigen Gesellschaften kann als Ersatz für den Brautpreis der „Wert“ der Frau als „Brautdienst“ abgearbeitet werden (bride service);  
in anderen Kulturen wird dieser Dienst nicht als Bezahlung verstanden, sondern als Nachweis des Bräutigams, für seine Frau sorgen zu können. Konnte bei den Hoopa- und Yurok-Indianern Nordamerikas ein Bräutigam nur den halben Brautpreis aufbringen, musste er in der Form einer „Halbheirat“ die andere Hälfte bei der Familie der Braut abarbeiten.
Im südlichen Afrika beträgt der ausgehandelte Brautpreis (lobola oder lobolo) meist eine bestimmte Anzahl Rinder, die schrittweise an die Herkunftsfamilie der Braut abzugeben sind (Beispiel: das Bantuvolk der Luvale; auch Nelson Mandela sollte einen Lobola zahlen). Kehrt die Braut nach der Hochzeit zu ihrer Familie zurück, sind die Rinder zurückzugeben oder der Gegenwert zu bezahlen. Wenn anhaltende Dürre zum Verlust von Vieh führt, können Männer keinen Brautpreis mehr aufbringen – Eheschließungen und damit verbundene zeremonielle Feiern bleiben aus. Bei den Massai in Kenia und Tansania liegt die Höhe des Brautpreises bei 25 Rindern (23 Kühe und 2 Stiere), bei ihnen sind fünf Ehefrauen nicht ungewöhnlich, einige Männer haben 30.
Bei den Tolai im Bismarck-Archipel von Papua-Neuguinea wird noch heute ein Brautpreis in Form des traditionellen Tabu-Muschelgeldes an die Brauteltern bezahlt, im Jahr 2012 betrug der „Wert“ einer Frau durchschnittlich 400 Muschelketten von 1,8 Meter Länge, rund 400 Euro. Bei den ansonsten modernen Tolai (rund 120.000 Angehörige) liegt der Landbesitz grundsätzlich bei den Frauen und ihren mütterseitigen Abstammungsgruppen (Lineages), während Männer Reichtum vor allem in Form von Muschelgeld ansammeln. Im indonesischen Alor-Archipel hat als Brautpreis (aloresisch belis) eine Moko (Bronzetrommel) eine lange Tradition. Auf Timor werden beim Barlake Geschenke zwischen beiden Familien der Brautleute ausgetauscht.